# كورت كلوجه
كورت كلوجه (بالألمانية: Kurt Kluge)‏ (و. 1886 – 1940 م) هو نحات، ومؤلف، وكاتب سيناريو، وكاتب ألماني، ولد في لايبزيغ، توفي عن عمر يناهز 54 عاماً.

## وصلات خارجية
- كورت كلوج على موقع IMDb (الإنجليزية)

- كورت كلوجه في قاعدة بيانات الأفلام على الإنترنت